# Bük
Bük je mesto na Madžarskem, ki upravno spada v okrožje Kiseg Železne županije.